# قرطب أكبر

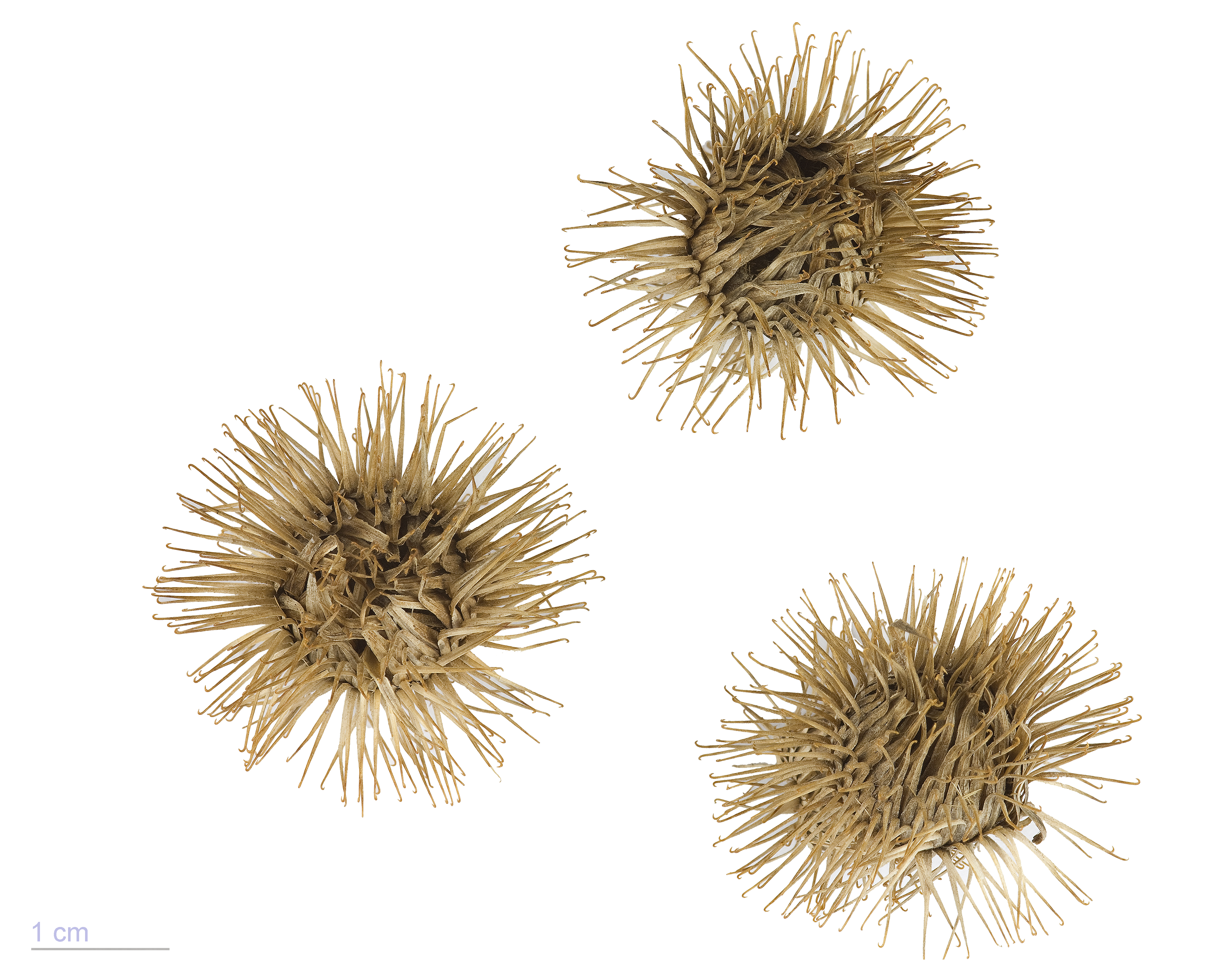
Arctium lappa

القرطب الأكبر أو القرطب الصالحة للأكل أو قرطب لابا أو رأس الحمامة أو ارقيطون وتُسمَّى أيضاً بالعامية: عمّي خذني معك (باللاتينية: Arctium lappa) هو نبات ثنائي الحول يتبع جنس القرطب من الفصيلة النجمية، يزرع في الحدائق للاستفادة من جذورها كخضروات.
ويمكن أيضا استخدامها بطرق مختلفه مثل:
- يمكن قلب الرحم كيفما تشاء باستعمال ورقها أو بذورها الي اعلى بوضعها على اعلى الراس
- ويمكن أيضا إلى الاسفل في نوبات الطلق بوضعها على باطن القدمين
- ويمكن إذا اردت ان يبقى الرحم في مكانه ضع الاوراق والبذور على سرة البطن[11]

## الوصف
القرطب الأكبر يكون عادة طويل القامة، حيث تصل إلى ما يقرب من مترين. تكون أزهاره أرجوانية ومجمعة في مجموعات وتظهر في منتصف الصيف.
- انها تدوم سنتين
- وتنمو إلى أكثر من علو (91) سم
- الأطفال يعرفونها لانهم يقطفون اوعيه البذور التي تعلق على ما تصيبه ويتراشفون

## التوزيع والبيئة
موطن هذا النوع هو المناطق المعتدلة المناخ من العالم القديم من إسكندنافيا إلى البحر الأبيض المتوسط، ومن الجزر البريطانية مرورا بروسيا والشرق الأوسط إلى الصين واليابان، بما في ذلك الهند. يزرع هذا النوع بشكل خاص في اليابان
تتواجد هذه النبتة بلقرب من الحفر، وضفاف الانهار، وفي الطرق العامه.

## وقت التزهير
تزهر نبتة الارقطيون من بداية فصل الصيف إلى منتصه

## الاستعمال الحديث
نبتة الارقطيون هي من اقوى مطهرات الدم ويتم تصنيفها في النظام العشبي بالمبدل أو مدر للبول وايضا يمكن استعمال النبتة علاجًا للدمال أو حب الشبابة الاكزيما.
النبتة تساعد الكليتين على التخلص من الاقذار بسرعه
بعض الاستعمالات من أعضاء النبتة وهي:
- الساق يستخدم لبعض الجرعات من (56) ملل ثلاث مرات إلى اربع مرات يوميا

ويستخدم كمنشط خاص للكليتين عن طريف البذور

## الفوائد الطبية
عندما تكون النبتة اوراقها بحاله مبرده ومجففه يمكن وضعها على القرح وإذا تعرضت للدغ من افعى فيوضع الجذر مع القليل من الملح وهكذا يخف الالم ويمكن أيضا شرب عصير الاوراق مع العسل فانه يخفف من الالم في المثانة ويدر البول

## الاستخدام في الطهي

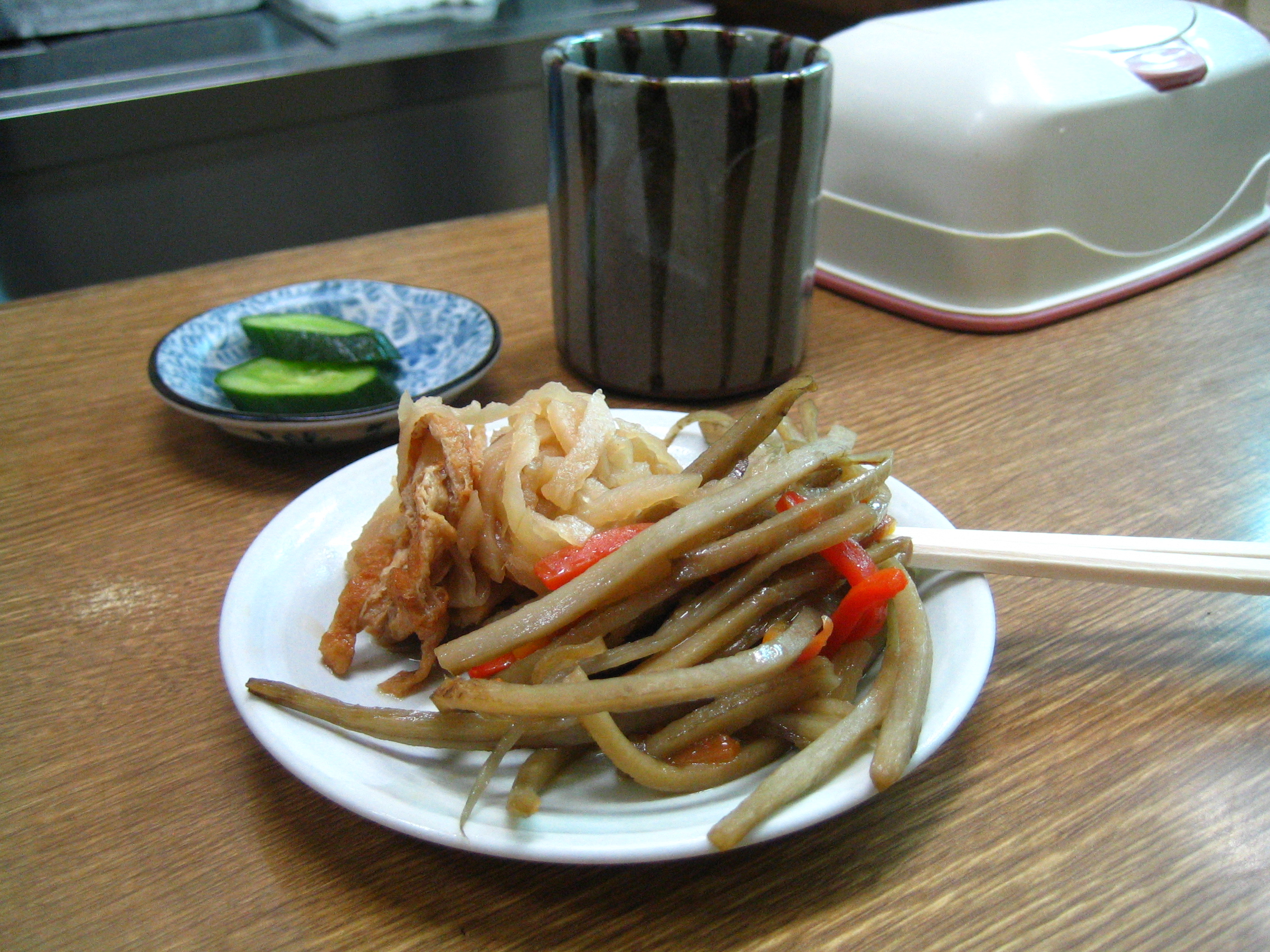
أحد أنواع المقبلات اليابانية التي تدعى "كينبيرا غوبو" (جذور القرطب الأكبر) مع الجزر والدايكون.

استخدم القرطب الأكبر خلال العصور الوسطى كنوع من الخضروات، ولكنها الآن نادرا ما تستخدم، باستثناء المطبخ الياباني حيث أنها تسمى غوبو (牛蒡 أو ゴボウ)، وتايوان وكوريا، إيطاليا، والبرازيل، والبرتغال. تزرع النباتات من أجل جذورها النحيلة التي يمكن أن تنمو ليصل طولها لحوالي 1 - 2 متر.